# Bibisara Assaubayeva

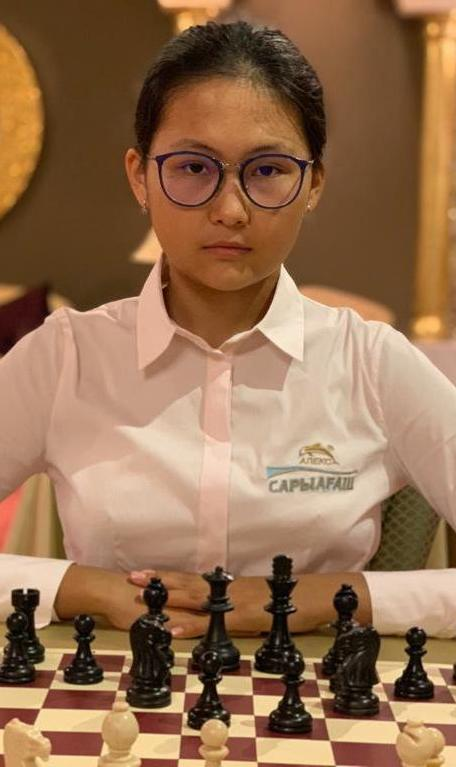
Assaubayeva in 2019

Bibisara Assaubayeva (Taraz, 26 februari 2004) is een schaakster uit Kazachstan. Assaubayeva heeft sinds 2020 de titel Internationaal Meester (IM) en sinds 2019 de titel grootmeester bij de vrouwen (WGM). Twee keer was ze wereldkampioen blitzschaak bij de vrouwen. In 2021 ontving ze van FIDE de award "Uitmuntende Aziatische schaakster". In 2022 kwam ze in het Guinness Book of Records te staan, omdat ze in 2021 de jongste vrouw was die wereldkampioene blitzschaak werd. In 2022 won ze dit kampioenschap opnieuw.

## Biografie
Bibisara Assaubayeva werd geboren in Taraz, Kazakhstan, en speelde op vierjarige leeftijd haar eerste schaakpartij, nadat haar grootvader haar had leren schaken. Toen ze zes jaar oud was, won ze voor het eerst het kampioenschap van haar stad. In 2011 verkreeg ze op zevenjarige leeftijd de titel FIDE meester bij de vrouwen (WFM) toen ze in Caldas Novas (Brazilië) het Wereldkampioenschap schaken voor jeugd won, in de categorie meisjes tot 8 jaar. Assaubayeva deed ook in competitieverband aan turnen, ze werd diverse keren kampioene van Astana.
In 2016 verhuisde ze met haar familie naar Moskou en stapte over naar de Russische schaakfederatie. Assaubayeva won een gouden medaille op het WK schaken voor jeugd in Batoemi (Georgië) in de categorie meisjes tot 12 jaar. Het daaropvolgende jaar won ze een zilveren medaille in de categorie meisjes tot 14 jaar, in Montevideo, Uruguay. Ook in 2017 nam Assaubayeva op 13-jarige leeftijd deel aan het Europees kampioenschap schaken in Minsk. Ze won drie partijen, verloor er drie, en speelde vier remises, waarmee ze een norm behaalde voor de titel Internationaal Meester.
In 2019 verhuisde Assaubayeva terug naar Kazachstan en stapte over naar de schaakfederatie van Kazachstan; gedurende de periode dat ze in Rusland gewoond had, had ze geen aanvraag voor de Russische nationaliteit gedaan. In maart 2019 maakte ze haar debuut in het nationale team van Kazachstan op het vrouwentoernooi van het Wereldkampioenschap schaken voor landenteams; ze speelde aan het 3e en 2e bord en behaalde 5 pt. uit 9; haar resultaat was het beste van het team.
In december 2021 werd ze tweede achter Aleksandra Kostenjoek op het wereldkampioenschap rapidschaak voor vrouwen, in Warschau, Polen. Twee dagen later won ze het wereldkampioenschap blitzschaak voor vrouwen, met 14 pt. uit 17 (+13 =2 –2). In 2022 verdedigde ze in Almaty, Kazachstan, met succes haar titel, ze won met 13 pt. uit 17.
In 2022 speelde ze op het vrouwentoernooi van de 44e Schaakolympiade aan het tweede bord van het team van Kazachstan, dat de vijfde plaats bereikte. 
In juni 2023 was haar Elo-rating 2469.

## Resultaten

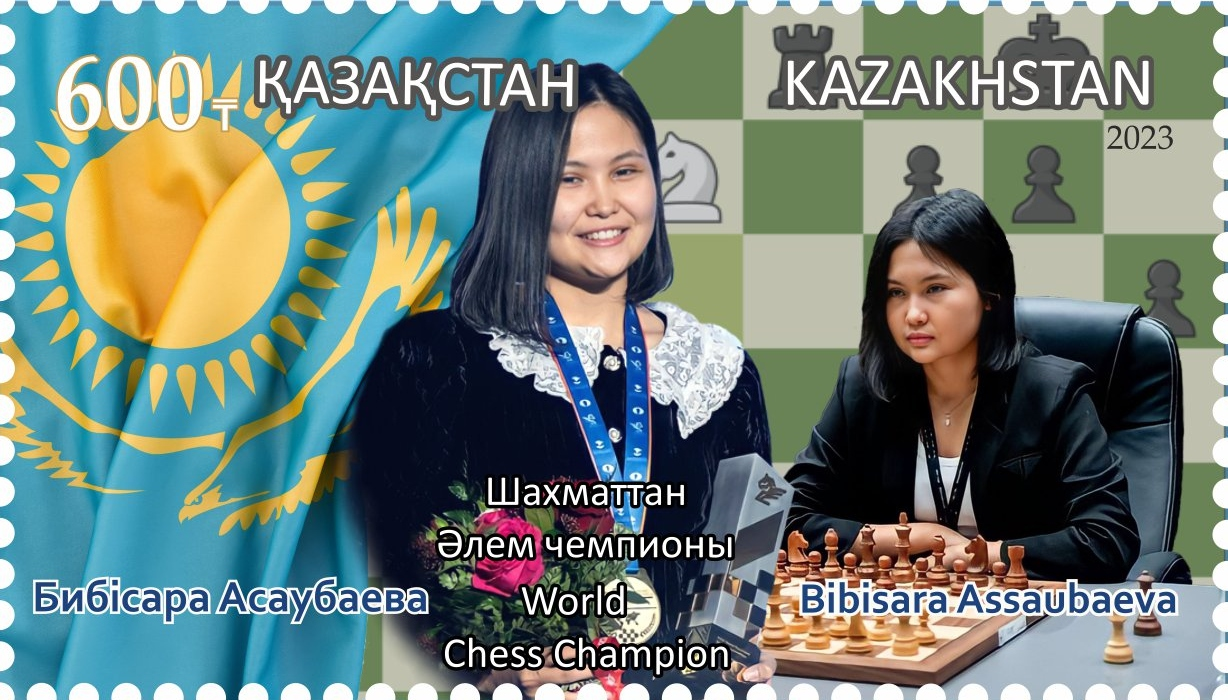
Assaubayeva op in 2023 uitgegeven postzegel uit Kazachstan